# Ayaou-Sran
Ayaou-Sran  est une localité du centre de la Côte d'Ivoire, et appartenant au département de Sakassou, Région de Gbêkê. La localité d'Ayaou-Sran est un chef-lieu de commune.